# Ariri
Ariri é um distrito do município brasileiro de Cananéia, no litoral do estado de São Paulo.

## História

### Origem
Não se pode falar da história de Ariri sem mencionar Ararapira, vila histórica que atualmente faz parte do município de Guaraqueçaba, estado do Paraná.
Sem um consenso entre Paraná e São Paulo sobre a parte terrestre que faria a divisa entre os estados, o Governo Federal acabou intervindo no ano de 1920, de forma a acabar com as disputas intermináveis que se fixaram em marcos como relevos e limites municipais.
Com essa intervenção, ficou estabelecido que a linha divisória fosse a partir do litoral dos dois estados, onde a vila de Ararapira, então pertencente a Cananéia, passou a fazer parte do município de Guaraqueçaba.
Os então moradores de Ararapira, paulistas por nascimento, se revoltaram. Descontentes com a anexação da vila ao Paraná, a maior parte dos ararapirenses atravessou o Canal do Varadouro e se estabeleceu em território paulista.
Pouco tempo depois chegavam à cidade de Cananéia diversos moradores do local, informando a resolução tomada por muitos deles e solicitando o amparo dos poderes municipais, para designar-lhes um novo local nesta cidade onde pudessem construir suas casas.
Comovendo as autoridades, logo o governo do Estado apresentou ao Congresso projeto de lei solicitando autorização para prestar o auxílio necessário. Pelo Projeto de Lei nº 40 de 1920 o distrito de paz de Ararapira passava a denominar-se Ariri e teria por sede a povoação deste nome.
Enquanto o projeto era apreciado no Congresso do Estado, a Câmara de Cananéia tomava providências quanto à aquisição da área onde seria construída a futura vila do Ariri, e uma comissão foi encarregada para esse fim. Essa comissão partiu de Cananéia no dia 12 de novembro de 1920, a bordo do vapor João Martins da Companhia de Navegação Fluvial Sul Paulista, com destino à vila de Ararapira.
De lá partiram, então, em demanda do Morro das Pedras, um lugar pitoresco e amplo. Recebidos pelos proprietários das terras, examinaram detalhadamente a topografia local e tudo o que foi necessário. Sendo aprovado o local, o prefeito foi autorizado a adquirir uma parte da referida propriedade.
A área destinada à vila do Ariri, composta por várias glebas, foi adquirida de Evaristo Francisco Xavier e sua mulher, de Antônia Lourença Alves e de Hypolita Maria do Espírito Santo, sendo as escrituras lavradas em 4 de março de 1921. No dia 23 de março de 1922 essa área era aumentada, com a aquisição de outra parte que pertencia à Júlio Alves Dias e sua mulher Anna Felipe Dias.

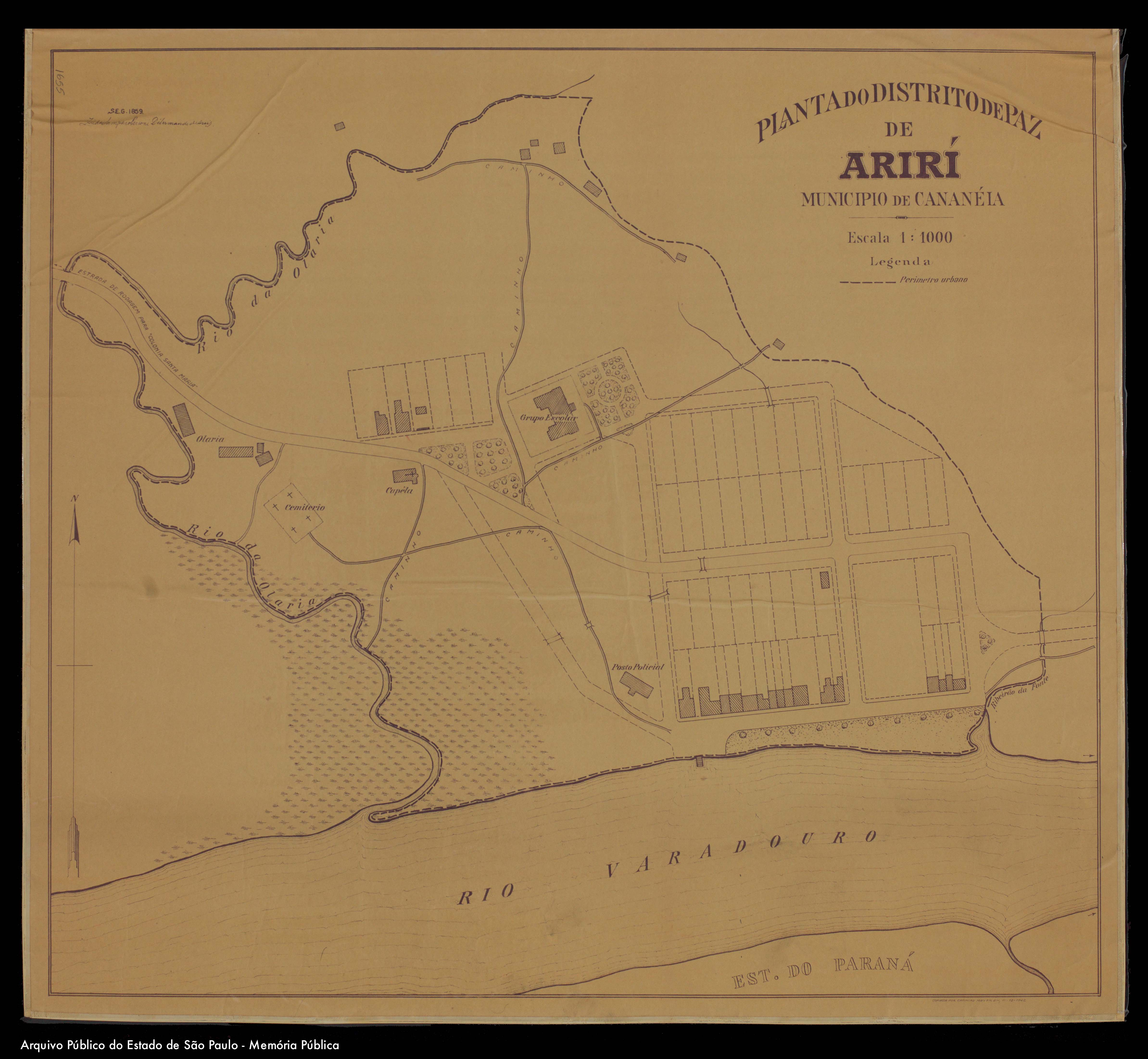
Planta da área urbana original.

Dessa forma a sede do distrito de paz de Ararapira foi oficialmente transferida para a margem oposta do Canal do Varadouro, em território paulista, sob a denominação de Ariri, denominação essa proposta pela Comissão de Estatística.
Para isso, na nova vila de Ariri construíram um colégio, uma cadeia, um cartório e um tabelionato. Para atender os reclamos da sociedade local, foi fixado um destacamento da Força Pública para guarnecer a nova divisa territorial, disfarçada com o fim de cuidar da cadeia.
Com o colégio foram mantidos funcionários públicos do estado, justificando assim a posse política sobre aquele território e dando condições para que houvesse a pretendida imigração e povoação da vila. E com o cartório os atos civis, certificados pelo registro civil e pelas notas do tabelião, demonstravam a territorialidade paulista.

### Formação administrativa
- A Lei nº 1.073 de 21/08/1907 cria o distrito de Ararapira no município de Cananéia, com sede na vila histórica de Ararapira[7][8].
- A Lei nº 1.736 de 27/09/1920 fixa as divisas do estado de São Paulo com as do Paraná, e com isso a vila de Ararapira passou a integrar o estado do Paraná[9][10][11].
- Pela Lei nº 1.757 de 27/12/1920 a sede do distrito foi transferida para Ariri[5][12].

### Pedido de emancipação
O distrito tentou a emancipação político-administrativa e ser elevado à município, através de processo que deu entrada na Assembléia Legislativa do Estado de São Paulo no ano de 1999, mas o processo encontra-se com a tramitação suspensa.

## Geografia

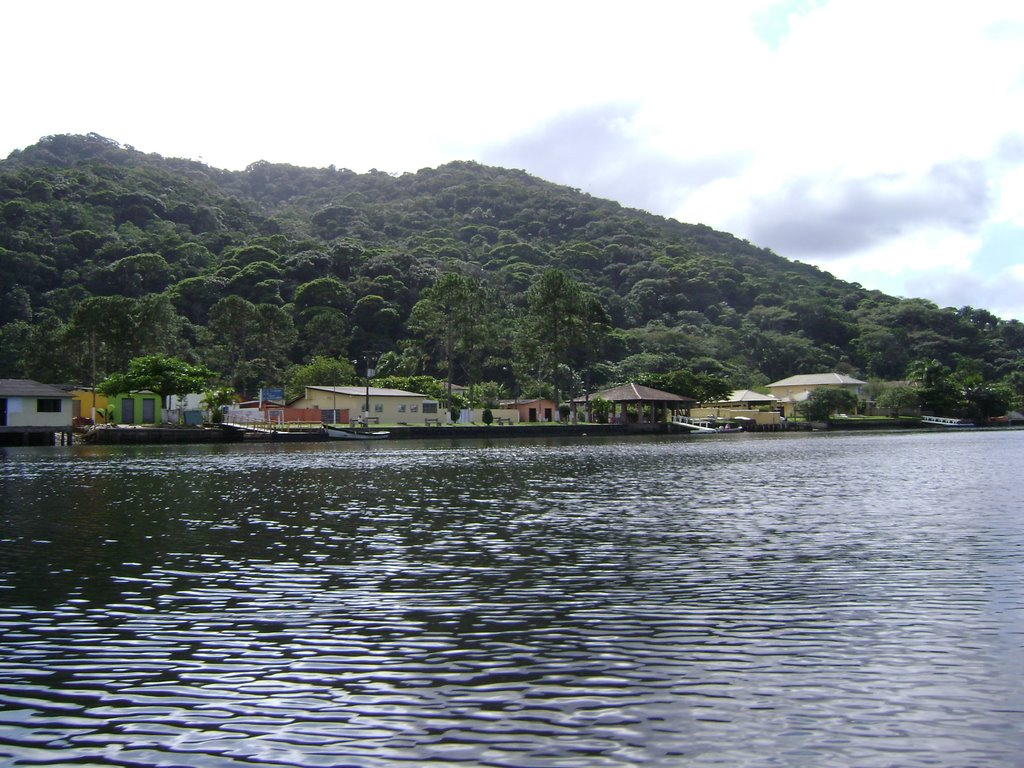
Ariri vista do Canal do Varadouro.

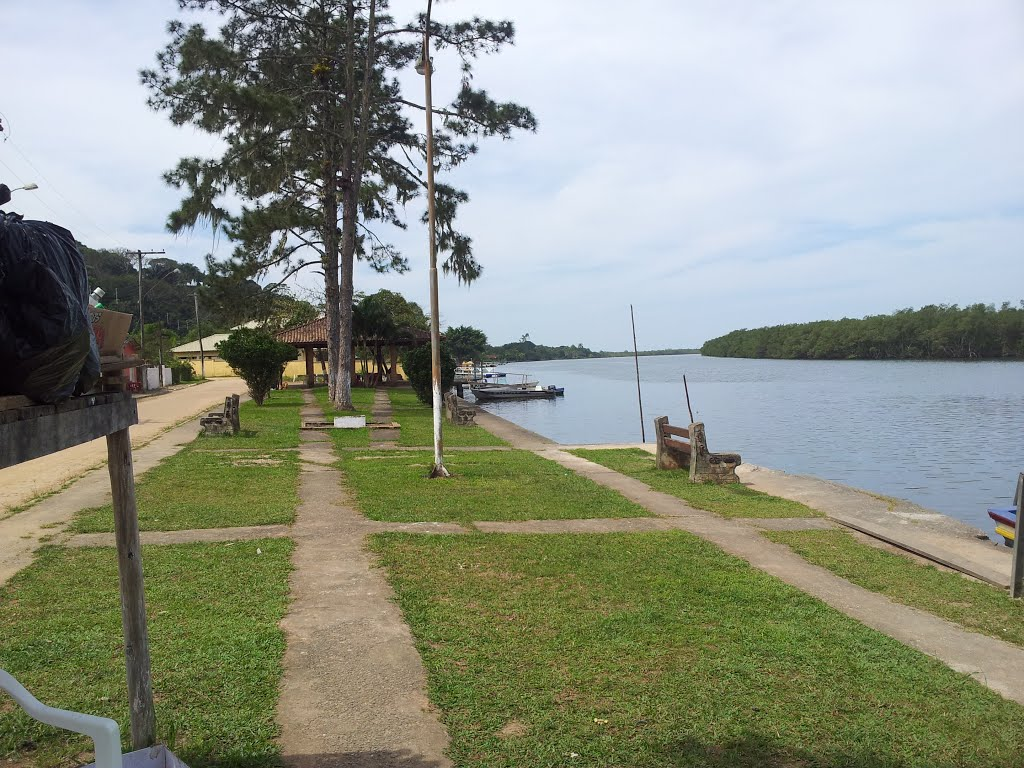
Margens do Canal do Varadouro.

### Localização
Ariri localiza-se no extremo sul do estado, na divisa com o Paraná. Faz parte de seu território a parte sul da Ilha do Cardoso, onde está localizada a comunidade caiçara do Marujá e o Pontal da Ilha, ponto mais ao sul do estado de São Paulo. 

### Demografia

#### População urbana
| Crescimento população urbana | Crescimento população urbana | Crescimento população urbana | Crescimento população urbana |
| Censo                        | Pop.                         |                              | %±                           |
| ---------------------------- | ---------------------------- | ---------------------------- | ---------------------------- |
| 1934                         | 142                          |                              |                              |
| 1940                         | 202                          |                              | 42,3%                        |
| 1950                         | 141                          |                              | −30,2%                       |
| 1960                         | 137                          |                              | −2,8%                        |
| 1970                         | 160                          |                              | 16,8%                        |
| 1980                         | 149                          |                              | −6,9%                        |
| 1991                         | 243                          |                              | 63,1%                        |
| 2000                         | 347                          |                              | 42,8%                        |
| 2010                         | 310                          |                              | −10,7%                       |
| Fonte: IBGE e Fundação SEADE |                              |                              |                              |

#### População total
Pelo Censo 2010 (IBGE) a população total do distrito era de 650 habitantes.

### Área territorial
A área territorial do distrito é de 200,875 km².

### Acessos

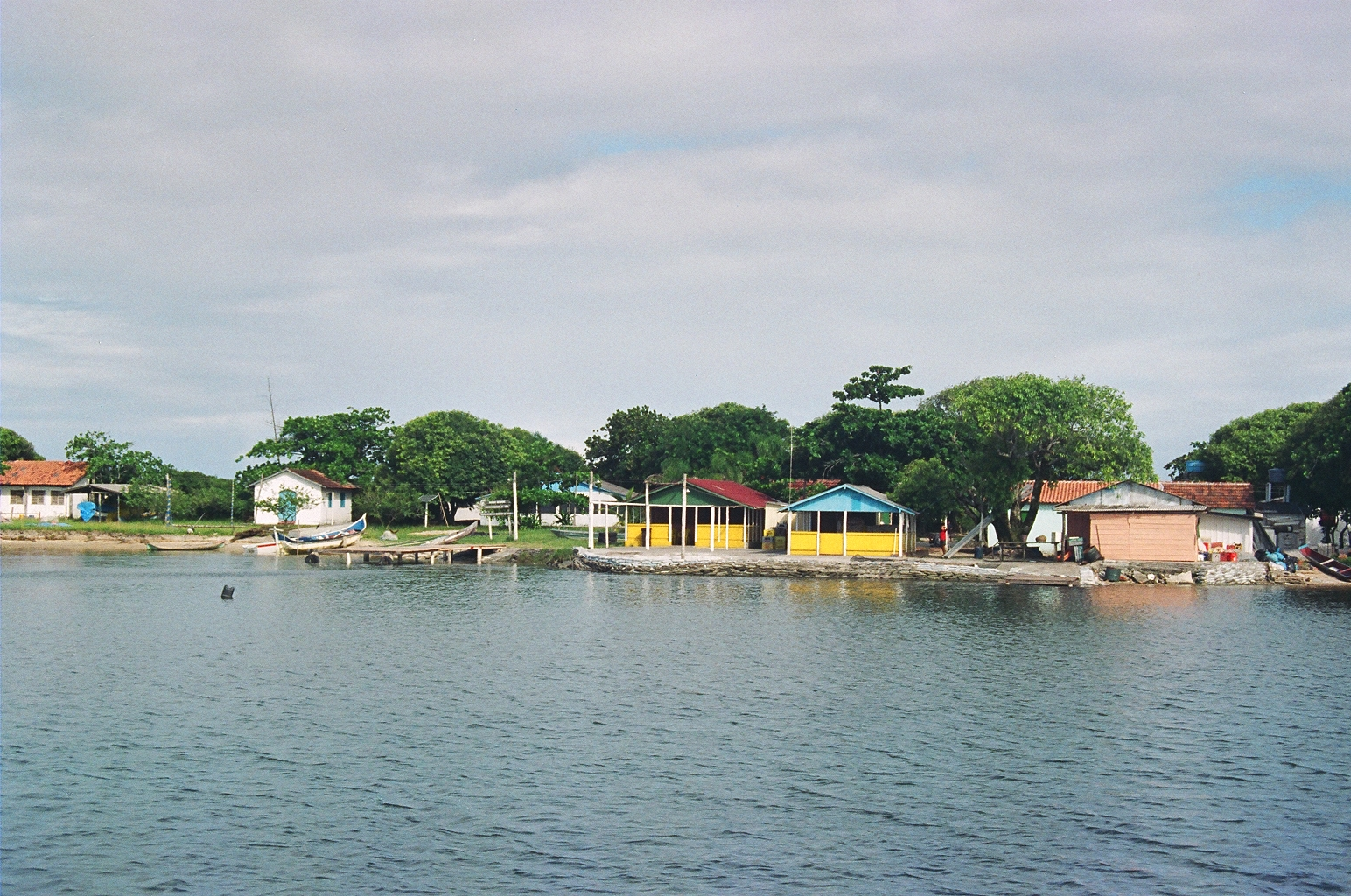
Comunidade do Marujá.

#### Marítimo
É o principal acesso ao distrito. A travessia é feita pelo serviço de lanchas do Departamento Hidroviário de São Paulo. A travessia Cananéia - Ariri transporta de 35 a 40 pessoas uma vez ao dia e o percurso é feito em cerca de três horas e meia. O trajeto atende às comunidades ribeirinhas de Marujá e Pontal e é praticamente a única forma de transporte dessas populações.

#### Rodoviário
O único acesso por terra ao distrito é a estrada vicinal (não asfaltada) que liga Ariri à Rodovia Amantino Stievano (SP-226).

### Hidrografia
- Canal do Varadouro

## Serviços públicos

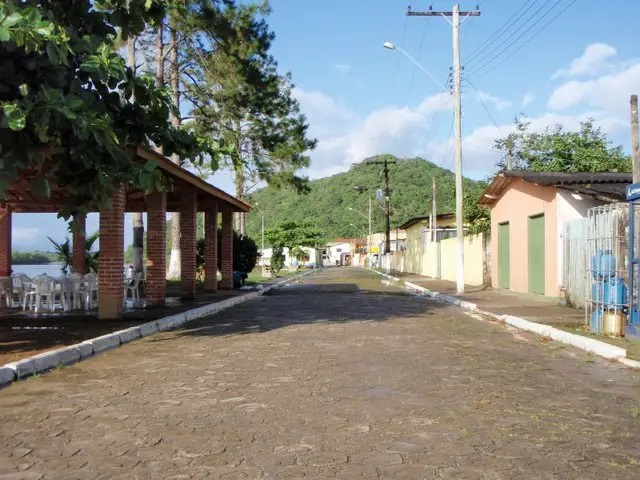
Aspecto local.

### Registro civil
Atualmente é feito no próprio distrito, pois o Cartório de Registro Civil das Pessoas Naturais ainda continua ativo.

### Saneamento
O serviço de abastecimento de água é feito pela Companhia de Saneamento Básico do Estado de São Paulo (SABESP).

### Energia
A responsável pelo abastecimento de energia elétrica é a Neoenergia Elektro, antiga CESP.

### Telecomunicações
O distrito era atendido pela Telecomunicações de São Paulo (TELESP), que inaugurou a central telefônica utilizada até os dias atuais. Em 1998 esta empresa foi vendida para a Telefônica, que em 2012 adotou a marca Vivo para suas operações.

## Religião

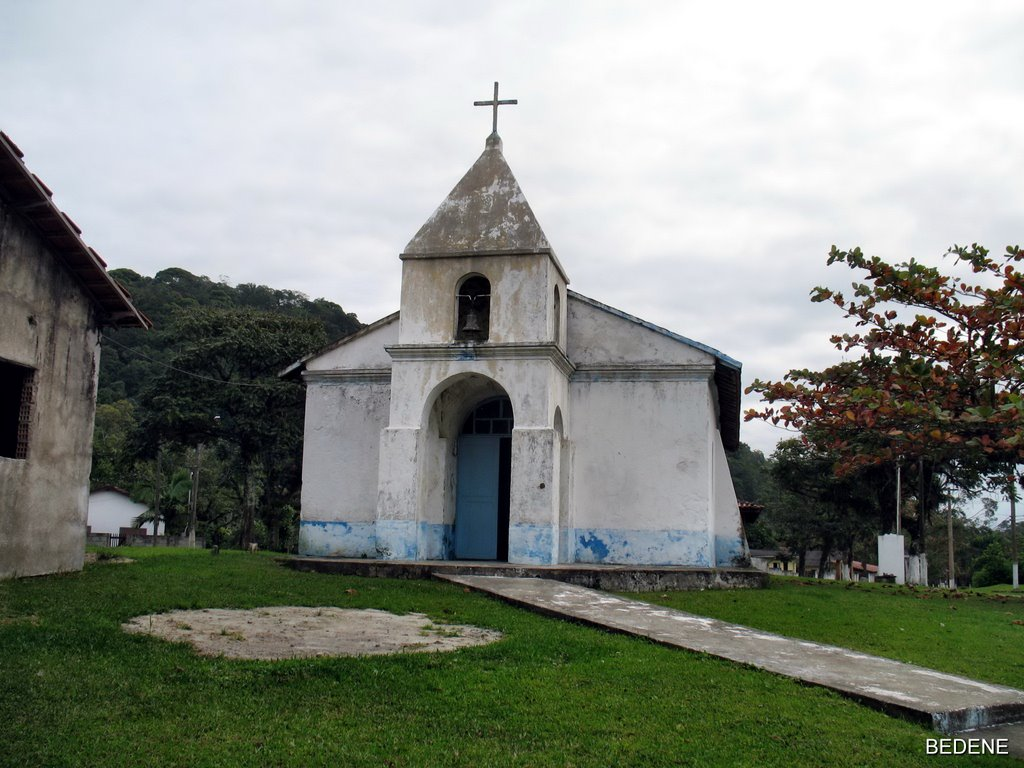
Capela.

O Cristianismo se faz presente no distrito da seguinte forma:

### Igreja Católica
- A igreja faz parte da Diocese de Registro[28].

### Igrejas Evangélicas
- Congregação Cristã no Brasil[29].